# Lucas Moscariello
Lucas Dario Moscariello (født 19. februar 1992) er en argentinsk håndboldspiller for BM Benidorm og det argentinske landshold.
Han deltog ved verdensmesterskabet i håndbold for mænd i 2017.